# Hypericum revolutum
Hypericum revolutum är en johannesörtsväxtart. Hypericum revolutum ingår i släktet johannesörter, och familjen johannesörtsväxter.

## Underarter
Arten delas in i följande underarter:
- H. r. keniense
- H. r. revolutum

## Bildgalleri

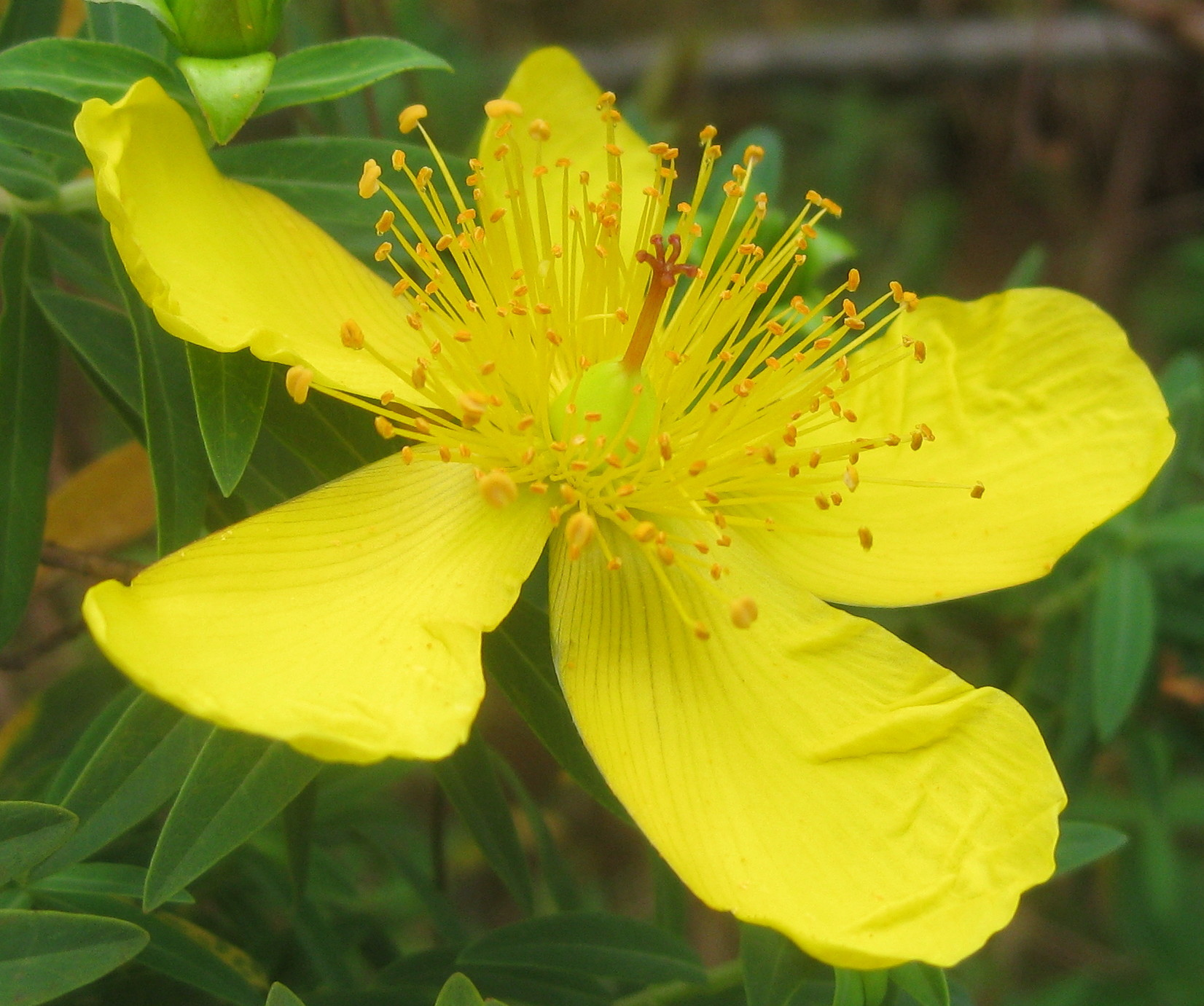